# Elevate (Big Time Rush)
Elevate è il secondo album in studio del gruppo musicale Big Time Rush, pubblicato il 21 novembre 2011 dalla Columbia Records. L'album nella prima settimana d'uscita ha venduto oltre 70 000 copie. Nel novembre del 2013 è stato certificato per le oltre 2 100 000 copie vendute.
I singoli dell'album sono Music Sounds Better with U e Windows Down.
L'album contiene collaborazioni con Mann e Iyaz.

## Tracce
1. Music Sounds Better with U (feat. Mann) – 3:07
2. Show Me – 2:49
3. All Over Again – 3:37
4. No Idea – 5:02
5. Cover Girl – 3:00
6. Love Me Love Me – 3:03
7. If I Ruled the World (feat. Iyaz) – 2:58
8. Invisible – 3:22
9. Time of Our Life – 3:22
10. Superstar – 3:23
11. You're Not Alone – 3:52
12. Elevate – 3:02

### Riedizione digitale del 2012
1. Windows Down – 3:13

### iTunes Store Bonus Track Edition
1. Blow Your Speakers – 3:12

### Riedizione digitale del Regno Unito
1. Epic – 3:26

### BTRBand.com Pre-Order Edition Bonus Download
1. Paralyzed – 3:11